# Biên giới Indonesia–Papua New Guinea

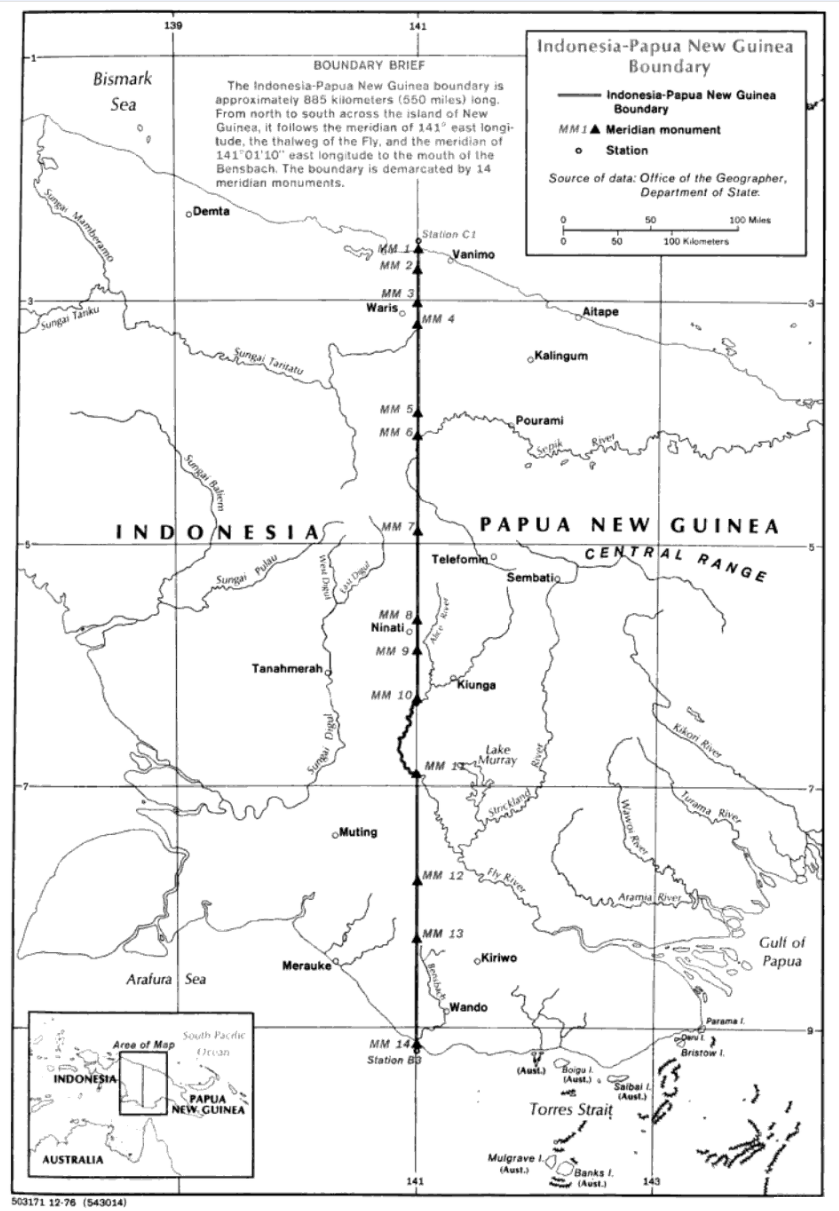
Bản đồ biên giới Indonesia-Papua New Guinea

Biên giới Indonesia-Papua New Guinea là đường biên giới quốc tế phân định lãnh thổ giữa hai quốc gia là Indonesia và Papua New Guinea. Biên giới chia đôi đảo New Guinea gồm hai đường thẳng Bắc - Nam nối với nhau bằng một đoạn ngắn chạy dọc theo sông Fly, dài 824 km (512 m).

## Miêu tả
Biên giới bắt đầu ở phía bắc tại bờ biển phía bắc của hòn đảo New Guinea, ngay phía tây của làng Wutung thuộc Papua và núi Bougainville. Sau đó, nó tiếp tục theo một đường thẳng đứng về phía nam dọc theo kinh tuyến số 141 về phía đông, cắt qua dãy Oenake, đồi Kohari, dãy núi Bewani, dãy núi Border và cao nguyên Trung tâm. Khi đến sông Fly, nó đi theo đường cong này theo hình chữ C, trước khi tiếp tục theo đường Bắc-Nam ở kinh tuyến 141º 01'10 " đông, nó tiếp tục cắt ngang qua Phá Kai, xuống cửa sông Bensbach với eo biển Torres trên bờ biển phía nam của New Guinea.

## Lịch sử

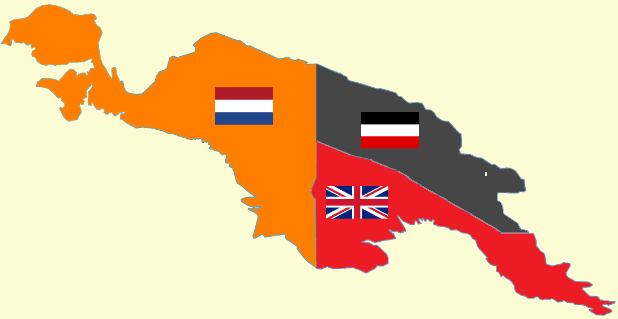
Phân vùng thuộc địa của New Guinea từ năm 1884 đến năm 1919

Hà Lan bắt đầu thuộc địa hóa khu vực Indonesia hiện tại (sau đó được gọi là Đông Ấn thuộc Hà Lan) vào thế kỷ 17, và mở rộng sự cai trị của họ về phía đông. Năm 1828, họ tuyên bố chủ quyền bờ biển phía tây bắc của New Guinea đến tận kinh tuyến thứ 140 về phía đông vào năm 1828, là một phần của vùng đất truyền thống của Sultan của Tidore. Năm 1884, phần đông bắc của hòn đảo New Guinea được Đức tuyên bố chủ quyền và phần đông nam thì thuộc về nước Anh, hai bên đồng ý về việc phân định biên giới giữa các vùng lãnh thổ tương ứng vào năm sau.  Năm 1895, Anh và Hà Lan đã ký một hiệp ước biên giới phân định ranh giới chung của họ trên đảo tại vị trí hiện tại của nó.
New Guinea thuộc Anh được đổi tên thành Lãnh thổ Papua vào năm 1905 và được trao cho Australia vào năm sau đó. Sau thất bại của Đức trong Chiến tranh thế giới thứ nhất, nước này bị tước bỏ tư cách thuộc địa, New Guinea thuộc Đức được trao cho Anh vào năm 1920 và sau đó được thống nhất với Papua vào năm 1949 với tên gọi Lãnh thổ của Papua và New Guinea. Sau đó Indonesia giành được độc lập vào năm 1949, tuy nhiên New Guinea thuộc Hà Lan vẫn nằm dưới sự cai trị của Hà Lan do các đặc điểm độc đáo của nó, làm dấy lên tranh chấp với Indonesia, quốc gia tuyên bố lãnh thổ là 'Irian Jaya' (Tây Guinea). Lãnh thổ cuối cùng được chuyển giao cho Indonesia vào năm 1963, và người Tây Papua chỉ phản đối sự cai trị của Indonesia hơn là bắt đầu một cuộc nổi dậy cho đến ngày nay. Năm 1973, nửa phía đông của hòn đảo được đổi tên thành Papua New Guinea và giành được độc lập vào năm 1975.  Biên giới dựa trên hiệp ước Australia-Indonesia ký ngày 13 tháng 2 năm 1973, cố định biên giới tại vị trí hiện tại.
Căng thẳng giữa Indonesia và Papua New Guinea ngày càng gia tăng, khi cuộc xung đột của người Tây Papua đang diễn ra gây nên tình trang mất ổn định khu vực biên giới, gây ra dòng người tị nạn và các cuộc xâm nhập xuyên biên giới của quân đội Indonesia. Năm 1986, một hiệp ước hữu nghị giữa hai nước đã được ký kết, theo đó cả hai bên đồng ý giải quyết mọi vấn đề một cách hòa bình.  Hiệp ước được gia hạn vào năm 1990.

## Đường biên giới

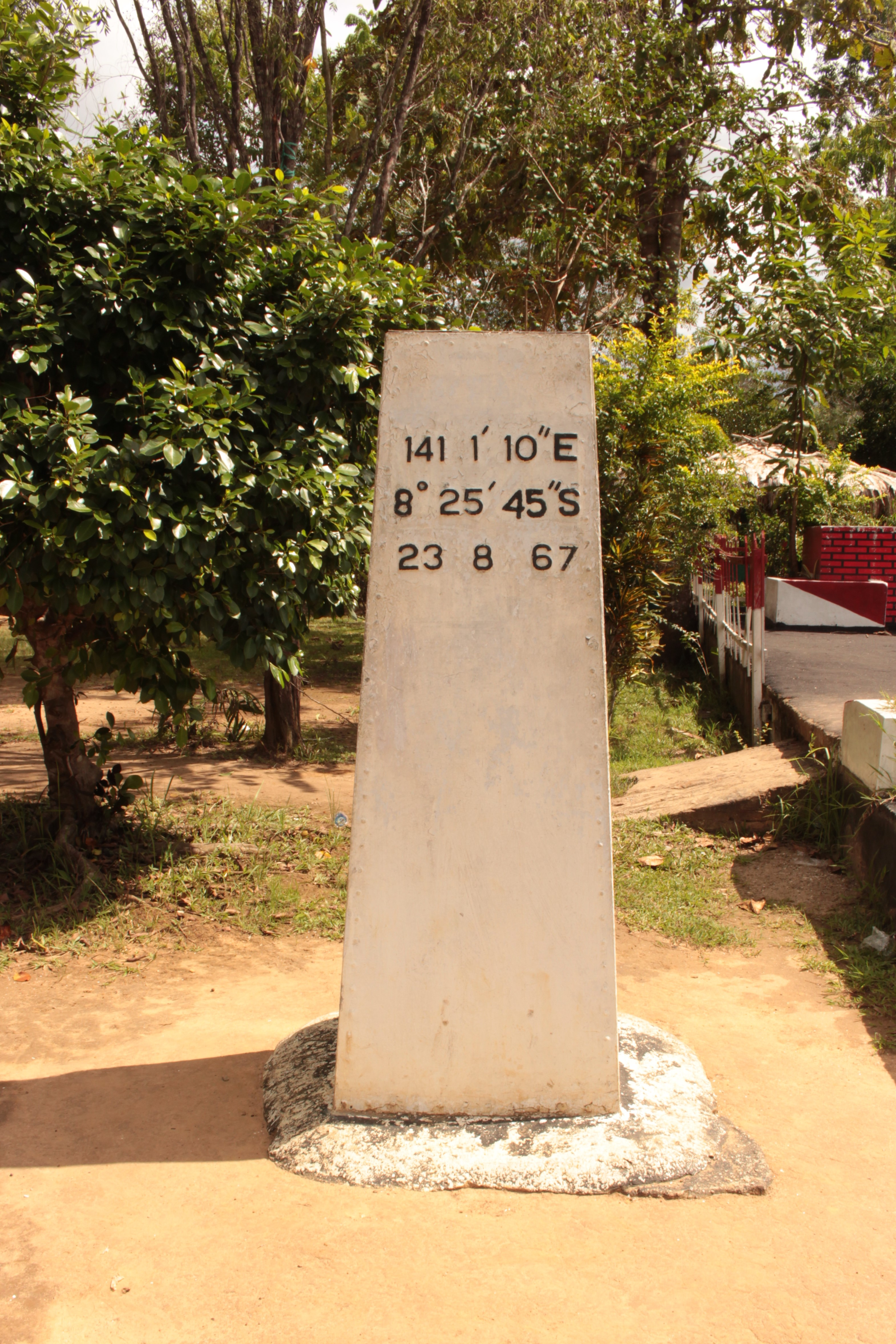
Trụ biên giới MM13

Hiện chỉ có một điểm giao nhau chính thức, giữa Jayapura (Indonesia) và Vanimo (Papua New Guinea).